# Кобець Семен Павлович
Семен Павлович Кобець (15 лютого 1922, Поминик — 24 листопада 1973) — радянський офіцер, Герой Радянського Союзу.

## Біографія
Народився 15 лютого 1922 року в селі Поминик (нині Уманського району Черкаської області) у селянській родині. Українець. Закінчив Маньківську середню школу. Працював лаборантом в Потаському пункті заготзерно, а після навчання на курсах шоферів — водієм в Маньківському автомобільному загоні.
У Червоній армії з 1941 року. Учасник німецько-радянської війни з 1941 року. Почав службу телефоністом в артилерійському дивізіоні, потім стрільцем. У 1943 році закінчив курси молодших лейтенантів. Воював на Ленінградському і 1-му Прибалтійському фронтах. Захищав Ленінград до ліквідації блокади, брав участь у відвоюванні Естонії, Білорусі, визволенні Польщі, в боях на території Східної Пруссії. Чотири рази був поранений.
В ніч на 9 липня 1944 року командир взводу 588-го стрілецького полку 142-ї стрілецької дивізії 23-ї армії Ленінградського фронту лейтенант Кобець при форсуванні річки Вуокси року очолив розвідувальний загін. На підручних засобах переправився через річку, розвідав ворожу оборону і доставив цінні відомості про противника в штаб полку. При захопленні плацдарму на лівому березі річки його взвод закріпився на захопленій ділянці і утримував її до підходу основних сил полку. За цей час було відбито 22 атаки противника. Під час відбиття однієї з атак з групою бійців відстояв командний пункт полку, чим врятував життя командира і офіцерам штабу полку. При цьому було знищено понад п'ятдесят солдатів і офіцерів противника.
Указом Президії Верховної Ради СРСР від 24 березня 1945 року за зразкове виконання завдань командування і проявлені при цьому мужність і героїзм, лейтенанту Кобцю Семену Павловичу присвоєно звання Героя Радянського Союзу з врученням ордена Леніна і медалі «Золота Зірка» (№ 7 699).
Член ВКП(б) з 1945 року. Після закінчення війни старший лейтенант Кобець демобілізувався. Мешкав у рідному селі. Працював головою Вікторовський сільської ради, бригадиром колгоспу. Помер 24 листопада 1973 року. Ім'ям Героя названа Вікторовська сільська середня школа.

## Нагороди
Нагороджений орденами Леніна, Вітчизняної війни 2-го ступеня, Червоної Зірки, медалями.